# This Time Around (filme)
This Time Around é um telefilme norte-americano, estrelado por Carly Pope, Sara Rue e Brian Austin Green. Foi ao ar no canal ABC Family em 22 de junho de 2003.

## Elenco
- Carly Pope ..... Melissa "Mel" Rochester
- Brian Austin Green ..... Drew Hesler
- Sara Rue ..... Gabby Castellani
- Gina Tognoni ..... Cara Cabot
- Sherry Miller ..... Mary Ann McNally
- David Lipper ..... Martin
- Adam Greydon Reid ..... Jeff Blue
- Matthew Edison ..... Kevin
- Mallory Margel ..... Melissa "Missy" Rochester (jovem)
- Gage Knox ..... Drew Hesler (jovem)
- Martha MacIsaac ..... Gabby Castellani (jovem)
- Megan Park ..... Cara Cabot (jovem)